# Kaapse brilvogel
De Kaapse brilvogel (Zosterops virens, voorheen Zosterops capensis) is een zangvogel uit de familie Zosteropidae (brilvogels). De IOC World Bird List heeft de soort afgesplitst van de oranjerivierbrilvogel (Z. pallidus).

## Kenmerken
Brilvogels zijn onopvallende, overwegend geel- en groengekleurde zangvogeltjes. Er is geen uiterlijk geslachtsverschil in kleur en tekening te zien. De mannetjes zijn te herkennen aan hun niet onaardige zang. De lichaamslengte bedraagt 11 cm.

## Leefwijze
Buiten het broedseizoen trekken de vogels rond in kleine groepen, waarbij ze zich bij voorkeur hoog in de bomen ophouden. Op zoek naar voedsel als kleine insecten en vruchten bezoeken ze vaak bloemen om er nectar te zuigen. Daarvoor hebben ze een speciaal aangepaste tong.

## Voortplanting
In de broedtijd leven brilvogels in paren. Vrouwtjes kunnen in de paartijd nog weleens agressief uit de hoek komen, door met een opengesperde snavel op het mannetje af te komen. Door een insect in de open bek van het vrouwtje te proppen, kalmeert hij haar. Daarmee probeert hij haar duidelijk te maken, een zorgzaam mannetje te zijn en dat wil zo’n vrouwtje weleens overtuigen. Samen bouwen ze een komvormig nest van grasstengels, plantenvezels en spinrag, dat bevestigd wordt in een vertakking van een struik of boom.
Het legsel bestaat uit 3 tot 5 blauwgroene eieren, die door beide ouders worden bebroed. De broedduur bedraagt tussen de 11 en 13 dagen. De jongen worden met verschillende soorten insecten gevoerd en groeien snel. Ze vliegen na 10 tot 12 dagen uit.

## Verspreiding en leefgebied
Deze soort komt algemeen voor in bossen en tuinen. Er zijn twee ondersoorten:
- Z. v. capensis: zuidoostelijk Botswana en van noordelijk tot zuidwestelijk Zuid-Afrika.
- Z. v. virens: zuidwestelijk Mozambique, Swaziland en oostelijk Zuid-Afrika.

## Status
De grootte van de populatie is niet gekwantificeerd maar de soort wordt omschreven als algemeen. Op de Rode lijst van de IUCN heeft deze soort de status niet bedreigd.